# Kenneth Mburu Mungara
Kenneth Mburu Mungara (Limuru, 7 september 1973) is een Keniaanse langeafstandsloper, die is gespecialiseerd in de marathon.
In 2008 won hij de marathon van Praag, die werd gelopen in grote hitte. Met een tijd van 2:11.06 was hij de tiende Keniaanse winnaar sinds de eerste editie in 1995. Hij versloeg zijn landgenoten Eliah Sang en Simon Njoroge Kariuki en won 16.000 euro aan prijzengeld. Na afloop meldde hij aan een Tsjechische televisieploeg: "De wedstrijd ging goed. Het weer was goed". In 2006 liep hij al eens 2:17.38 op grote hoogte op de marathon van Nairobi.

## Persoonlijk record
| Onderdeel | Prestatie | Datum       | Plaats |
| --------- | --------- | ----------- | ------ |
| marathon  | 2:07.36   | 11 mei 2011 | Praag  |

## Palmares

### Marathon
- 2006: 19e marathon van Nairobi - 2:17.38
- 2007:  marathon van Mombasa - 2:10.13
- 2007: 4e marathon van Keulen - 2:11.36
- 2008:  marathon van Tiberias - 2:10.37
- 2008:  marathon van Praag - 2:11.06
- 2008:  Toronto Waterfront Marathon - 2:11.00,9
- 2009:  marathon van Mumbai - 2:11.51
- 2009:  marathon van Praag - 2:10.29
- 2009:  Toronto Waterfront Marathon - 2:08.31,9
- 2010: 5e marathon van Oita - 2:11.05
- 2010: 10e marathon van Moshi - 2:20.14
- 2010: 7e marathon van Praag - 2:10.53
- 2010:  Toronto Waterfront Marathon - 2:07.57,1
- 2010:  marathon van Singapore - 2:14.06
- 2011: 8e marathon van Moshi - 2:22.36
- 2011:  marathon van Praag - 2:07.36
- 2011:  Toronto Waterfront Marathon - 2:09.50,3
- 2012: 30e marathon van Parijs - 2:15.59
- 2012: 8e marathon van Lanzhou - 2:18.52
- 2012: 8e Joon Ang Seoul International - 2:16.53 (november)
- 2012: 4e marathon van Singapore - 2:17.40
- 2013:  marathon van Nairobi - 2:11.40
- 2014: 10e marathon van Mumbai - 2:14.13
- 2014:  marathon van Mexico-Stad - 2:18.32
- 2014:  marathon van Singapore - 2:16.42
- 2015:  marathon van Milaan - 2:08.44
- 2015:  marathon van Gold Coast - 2:08.42
- 2015: 5e marathon van Honolulu - 2:18.36
- 2016:  marathon van Milaan - 2:08.15
- 2018:  marathon van Hong Kong - 2:13.39
- 2018:  marathon van Gold Coast - 2:09.49
- 2019: 7e marathon van Hong Kong - 2:12.47